# Зумби-дус-Палмарис (аэропорт)
Международный аэропорт Зумби-дус-Палмарис (порт. Aeroporto Internacional Zumbi dos Palmares) (Код ИАТА: MCZ) — аэропорт, находящийся в городе Масейо, Бразилия. У аэропорта есть сообщение с несколькими главными аэропортами в Бразилии и международное сообщение с Миланом в Италии и Буэнос-Айресе в Аргентине.

## Авиалинии и направления
| Авиакомпании | Назначения                                                                       |
| ------------ | -------------------------------------------------------------------------------- |
| Azul         | Ресифи, Кампинас, Рибейран-Прету и Белу-Оризонти (Танкреду Невес)                |
| GOL          | Бразилиа, Рио-де-Жанейро (Галеан), Салвадор и Сан-Паулу (Конгоньяс и Гуарульос). |
| ITA          | Рио-де-Жанейро (Галеан) и Сан-Паулу (Гуарульос).                                 |
| LATAM        | Бразилиа, Рио-де-Жанейро (Галеан) и Сан-Паулу (Конгоньяс и Гуарульос).           |
| Passaredo    | Салвадор.                                                                        |

### Чартерные международные рейсы
| Авиакомпании | Назначения          |
| ------------ | ------------------- |
| TAP          | Лиссабон (Портела). |

## Авиапроисшествия и инциденты
- 12 июля 1951 года: ближнемагистральный пассажирский самолёт Douglas DC-3/C-47 бразильской авиакомпании (больше не существующей) Lóide Aéreo Nacional  регистрация PP-LPG, летящий из Масейо в международный аэропорт Аракажу, после отказа приземления в неблагоприятных условиях, перелетел через взлётно-посадочную полосу и начал поворот на низкой высоте направо. Самолёт потерпел крушение во время этого поворота. Погибли все 33 пассажира и члены экипажа.